# Trémargat
Trémargat (tiếng Breton: Tremargad) là một xã của tỉnh Côtes-d'Armor, thuộc vùng Bretagne, tây bắc Pháp.

## Dân số
Người dân ở Trémargat được gọi là Trémargatois.